# Fornelli
Fornelli är en ort och kommun i provinsen Isernia i regionen Molise i Italien. Kommunen hade 1 883 invånare (2018).